# Gerbillus acticola
Gerbillus acticola је врста глодара из породице мишева.

## Распрострањење
Ареал врсте је ограничен на једну државу. Сомалија је једино познато природно станиште врсте.

## Станиште
Врста је по висини распрострањена од нивоа мора до 1.000 метара надморске висине.

## Угроженост
Подаци о распрострањености ове врсте су недовољни.